# Arnumer Landwehr
Die Arnumer Landwehr  ist ein etwa 10,5 Kilometer langer, orographisch linker beziehungsweise westlicher Zufluss der Alten Leine im Gebiet der Stadt Hemmingen in der Region Hannover in Niedersachsen (Deutschland).

## Geographie
Die Arnumer Landwehr entsteht aus Gräben in der Feldmark östlich des Springer Stadtteils Lüdersen auf Hemminger Gebiet, durchquert in nördlicher Richtung das Linderter und Stamstorfer Holz und nimmt das Wasser mehrerer Gräben auf. Der folgende 9,15 km lange Abschnitt wird durch den zuständigen Unterhaltungsverband betreut. Die Fließrichtung wendet nach Nordosten. Die Arnumer Landwehr passiert die Hemminger Stadtteile Hiddestorf und Ohlendorf und unterquert im namengebende Arnum die Bundesstraße 3. Nach Umfließen mehrerer Kiesteiche mündet sie südöstlich von Wilkenburg in die Alte Leine.

## Umwelt
Die Arnumer Landwehr verbindet mehrere Gebiete des Natur- und Landschaftsschutzes im Gebiet der Stadt Hemmingen. Sie entsteht im Landschaftsschutzgebiet Landwehr – Süllberg (LSG H 00022) und durchquert in diesem das FFH-Gebiet Linderter und Stamstorfer Holz. Sie passiert den geschützten Landschaftsbestandteil Bruchwiesen (GLB-H 22), durchquert das Landschaftsschutzgebiet Obere Leine (LSG H 00021) und mündet im Naturschutzgebiet  und damit zugleich im FFH-Gebiet Leineaue zwischen Hannover und Ruthe.

## Belege
1. ↑  
Anfang: Topographische Karte. www.umwelt.niedersachsen.de, abgerufen am 9. März 2023.
2. ↑  
Mündung: Topographische Karte. www.umwelt.niedersachsen.de, abgerufen am 9. März 2023.
3. 1 2 3  
Friedrich Hüper: Arnumer Landwehr. Modellprojekt 2004. Anhang: Auszüge aus dem Unterhaltungshandbuch des UH 52 vom März 2004. Unterhaltungsverband 52 „Mittlere Leine“, 30. März 2004, abgerufen am 11. Dezember 2015.
4. ↑  
Themenkarte Natur. www.umwelt.niedersachsen.de, abgerufen am 9. März 2023.